# Мотобу (полуостров)
Мотобу (яп. 本部半島 мотобу ханто:, окинавск. Mutubu) — полуостров в районе Ямбару на острове Окинава. Он окружён заливом Наго на юге, внутренним морем Ханэда на севере и Восточно-Китайским морем на западе. Рельеф в основном горный, с небольшим количеством равнин. Самая северо-восточная точка полуострова — мыс Бизе. Его самая высокая точка — гора Яэ, высота которой составляет 593 метра. Вход на вершину закрыт из-за 

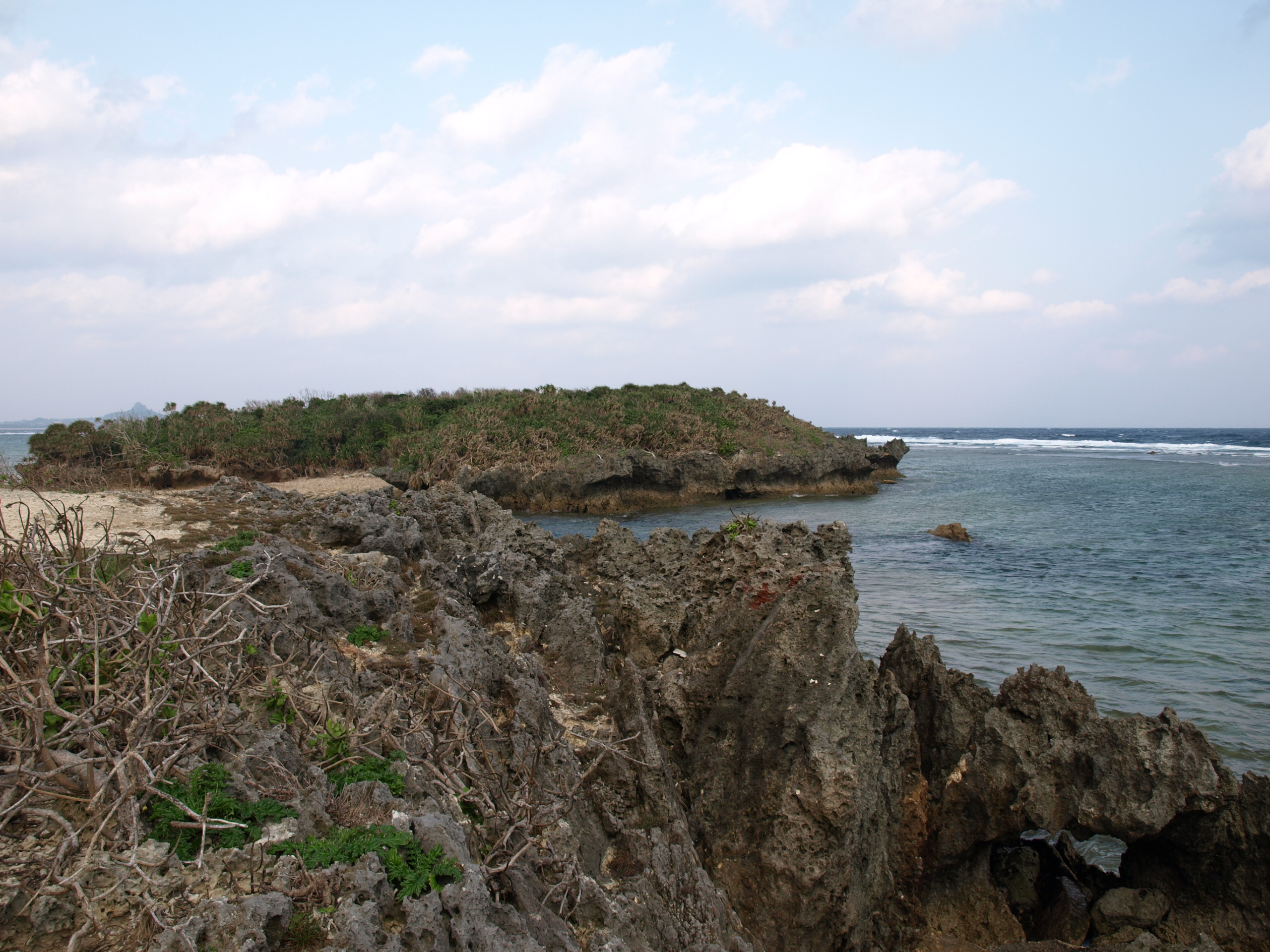
Мыс Бизе

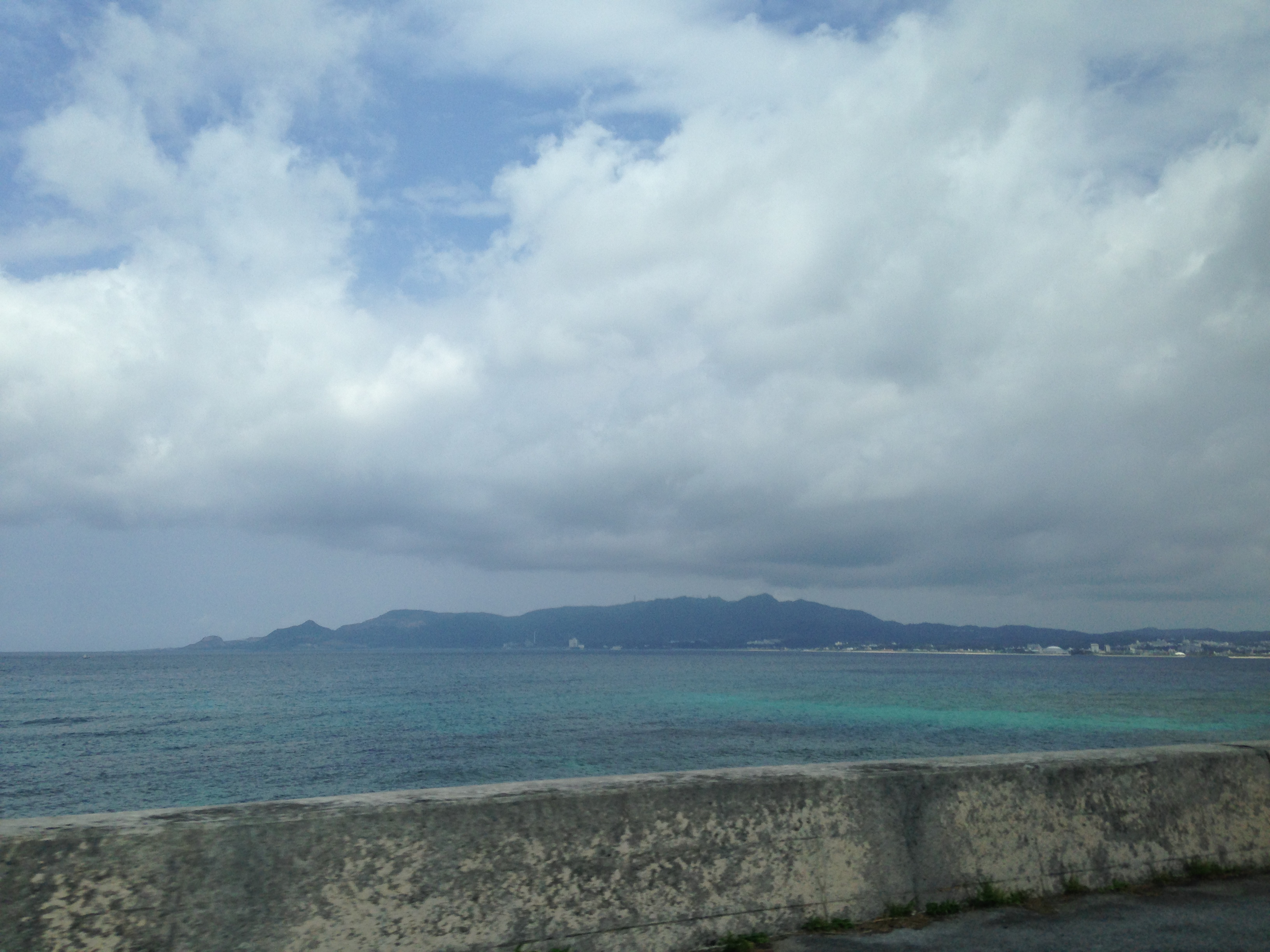
Вид на Мотобу с села Онна

башни военной связи США. В средневековье полуостров был во владениях государства Хокудзан. Также Мотобу был местом боев во время битвы за Окинаву в 1945 году.
На Мотобу находятся замки Наго и Накидзин, коренная окинавская деревня и окинавский аквариум Тюрауми, который представляет собой третий по величине аквариум в мире.
На Мотобу находятся следующие населённые пункты Мотобу, Наго и Накидзин.

## География
На Мотобу расположены реки Оигава и Сиокава (входит в национальные сокровища Японии, самая короткая солёная река в Японии).

## Военные операции США на полуострове Мотобу
Во время битвы за Окинаву к 10 апреля 1945 года полуостров Мотобу был в основном захвачен[кем?]. Аэродром Мотобу располагался на полуострове, но после 1945 года был выведен из эксплуатации.

## Внешние ссылки
- Lonely Planet on Motobu Peninsula
- Places to see on Motobu Peninsula
- A google map
- A blog post, on Shiokawa River